# Craig T. Nelson
Pour les articles homonymes, voir Nelson.
Craig T. Nelson, né le 4 avril 1944 à Spokane (Washington, États-Unis), est un acteur, producteur, réalisateur et scénariste américain.

## Filmographie

### Comme acteur
- 1971 : The Return of Count Yorga : Sergent O'Connor
- 1973 : Bachelor-at-Law (TV) : Mr Pierce
- 1973 : Scream Blacula Scream : Sarge
- 1974 : Flesh Gordon : Le Monstre (voix)
- 1979 : Justice pour tous (...And Justice for All) : Frank Bowers
- 1979 : Diary of a Teenage Hitchhiker (TV)
- 1980 : Where the Buffalo Roam d'Art Linson : Flic sur le stand
- 1980 : Rage! (TV) : Ray
- 1980 : La Bidasse (Private Benjamin) de Howard Zieff : Capitaine William Woodbridge
- 1980 : The Promise of Love (TV) : Major Landau
- 1980 : Faut s'faire la malle (Stir Crazy) de Sidney Poitier : Deputy Ward Wilson
- 1980 : La Formule (The Formula) : Géologue #2
- 1981 : Inmates: A Love Story (TV)
- 1981 : Chicago Story (TV) : Kenneth A. Dutton
- 1981 : Les Feux de la passion (en) (Murder in Texas) (TV) : Jack Ramsey
- 1982 : Chicago Story (série télévisée) : Kenneth A. Dutton
- 1982 : Des poupées de magazine (Paper Dolls) (TV) : Michael Caswell
- 1982 : Poltergeist : Steve Freeling
- 1983 : The Osterman Weekend : Bernard Osterman
- 1983 : L'Esprit d'équipe (All The Right Moves) de Michael Chapman : Nickerson
- 1983 : Un homme, une femme, un enfant (Man, Woman and Child) : Bernie Ackerman
- 1983 : Le Mystère Silkwood (Silkwood) de Mike Nichols : Winston
- 1984 : Call to Glory (série télévisée) : Colonel Raynor Sarnac
- 1984 : La Déchirure (The Killing Fields) : Major Reeves, Military Attache
- 1986 : Alex: The Life of a Child (TV) : Frank Deford
- 1986 : Poltergeist 2 : Steve Freeling
- 1986 : The Ted Kennedy Jr. Story (TV) : Sénateur Edward Kennedy
- 1987 : Rachel River : Marlyn Huutula
- 1988 : Action Jackson de Craig R. Baxley : Peter Dellaplane
- 1988 : Lui et moi (Ich und Er) : Peter Aramis
- 1989 : Red Riding Hood : Godfrey / Perceval
- 1989 : Les scouts de Beverly Hills (Troop Beverly Hills) : Freddy Nefler
- 1989 : Murderers Among Us: The Simon Wiesenthal Story (TV) : Maj. Bill Harcourt
- 1989 : Turner et Hooch (Turner & Hooch) : Howard Hyde
- 1990 : Drug Wars: The Camarena Story (feuilleton TV) : Harley Steinmetz
- 1990 : Extreme Close-Up (TV) : Philip
- 1991 : The Josephine Baker Story (TV) : Walter Winchell
- 1993 : The Switch (TV) : Russ Fine
- 1993 : The Fire Next Time (TV) : Drew Morgan
- 1994 : Ride with the Wind (TV) : Frank Shelby
- 1994 : Probable Cause (TV) : Lieutenant Louis Whitmire
- 1994 : Retour vers le passé (Take Me Home Again) (TV) : Larry
- 1995 : Forget Paris : Jeannin le Crocodile (voix)
- 1996 : Si les murs parlaient (If These Walls Could Talk) (TV) : Jim Harris (segment 1996)
- 1996 : Les Fantômes du passé (Ghosts of Mississippi) : Ed Peters
- 1996 : Les Complices de Central Park (I'm Not Rappaport) : Le cow-boy
- 1997 : L'Associé du diable (The Devil's Advocate) : Alexander Cullen
- 1997 : Des hommes d'influence (Wag the Dog) de Barry Levinson : Sénateur John Neal
- 1998 : Créature (Creature) (TV) : Dr Simon Chase
- 1999 : Au service de la loi (To Serve and Protect) (mini-série) : Tom Carr
- 2000 : The Skulls : société secrète (The Skulls) : Litten Mandrake
- 2000 : Washington Police (The District) : Chef Jack Mannion
- 2000 : Chasseresse (The Huntress) (TV) : Ralph Thorson
- 2000 : Dirty Pictures (TV) : Shérif Simon Leis
- 2001 : All Over Again : Cole Twain
- 2002 : Mona le vampire (Mona the Vampire) (série télévisée) : le magicien extra-terrestre (voix)
- 2004 : Les Indestructibles (The Incredibles) : Bob Parr / Mr Incredible (voix)
- 2005 : Mr. Incredible and Pals (vidéo) : Le « vrai » Mr Incredible (voix)
- 2005 : Esprit de famille : Kelly Stone*
- 2007 : Les Rois du patin : Robert
- 2009 : La Proposition :  Joe Paxton
- 2009 : Les Experts : Manhattan :  Robert Dunbrook
- 2010 : Parenthood : Zeek Braverman (série)
- 2010 : Monk saison 8  : Juge Ethan Rickover (Épisodes 15 et 16)
- 2011 : The Company Men : James Salinger
- 2013 : Hawaii 5-0 (série télévisée) : Tyler Cain
- 2015- : Grace & Frankie : Guy (saison 1)
- 2016 : Gold de Stephen Gaghan : le père de Kenny
- 2018 : Le Book Club (Book Club) de Bill Holderman : Bruce
- 2018 : Les Indestructibles 2 (Incredibles 2) de Brad Bird : Bob Parr / Mr Incredible (voix)
- 2019 : Young Sheldon (série TV) : Dale Ballard (saison 3)
- 2023 : Book Club: The Next Chapter de Bill Holderman : Bruce

### comme réalisateur
- 1989 : Coach (série télévisée)

### comme producteur
- 1994 : Ride with the Wind (TV)
- 2002 : Washington Police (The District)

### comme scénariste
- 1970 : The Tim Conway Show (en) (série télévisée)

## Jeux vidéo
- 2004 : Les Indestructibles : Bob Parr / Mr. Incredible
- 2012 : Kinect Rush: A Disney-Pixar Adventure : Bob Parr / Mr. Incredible
- 2013 : Disney Infinity : : Bob Parr / Mr. Incredible
- 2014 : Disney Infinity: Marvel Super Heroes : : Bob Parr / Mr. Incredible
- 2015 : Disney Infinity 3.0 : Bob Parr / Mr. Incredible